# Нельсон (парафія, Нью-Брансвік)
Нельсон (англ. Nelson) — парафія в Канаді, у провінції Нью-Брансвік, у складі графства Нортамберленд.

## Населення
За даними перепису 2016 року, парафія нараховувала 957 осіб, показавши зростання на 2,4%, порівняно з 2011-м роком. Середня густина населення становила 2,7 осіб/км².
З офіційних мов обидвома одночасно володіли 85 жителів, тільки англійською — 865, тільки французькою — 5.
Працездатне населення становило 60,1% усього населення, рівень безробіття — 12,6% (20% серед чоловіків та 4,4% серед жінок). 89,5% осіб були найманими працівниками, а 7,4% — самозайнятими.
Середній дохід на особу становив $37 769 (медіана $29 973), при цьому для чоловіків — $48 797, а для жінок $27 503 (медіани — $36 608 та $22 240 відповідно).
31,4% мешканців мали закінчену шкільну освіту, не мали закінченої шкільної освіти — 22,6%, 45,9% мали післяшкільну освіту, з яких 21,9% мали диплом бакалавра, або вищий.
| Статево-вікова структура населення | Статево-вікова структура населення | Статево-вікова структура населення | Статево-вікова структура населення | Статево-вікова структура населення |
| ---------------------------------- | ---------------------------------- | ---------------------------------- | ---------------------------------- | ---------------------------------- |
|                                    |                                    |                                    |                                    |                                    |
| Всього                             | Всього                             | 49,0%51,0%                         |                                    |                                    |
| 0 — 14 років                       | 0 — 14 років                       |                                    | 14,1%                              | 14,1%                              |
| 15 — 64 років                      | 15 — 64 років                      |                                    | 66,7%                              | 66,7%                              |
| 65 і більше                        | 65 і більше                        |                                    | 19,3%                              | 19,3%                              |
| 85 і більше                        | 85 і більше                        |                                    | 1,6%                               | 1,6%                               |
| Середній вік (років)               | Середній вік (років)               | 43,844,1                           | 44,0                               | 44,0                               |
| Медіана (років)                    | Медіана (років)                    | 47,046,9                           | 47,0                               | 47,0                               |
| — чоловіки — жінки                 |                                    |                                    |                                    |                                    |

| Походження мешканців:     | Походження мешканців:     | Походження мешканців: | Походження мешканців: | Походження мешканців: |
| ------------------------- | ------------------------- | --------------------- | --------------------- | --------------------- |
| Походження                |                           |                       | осіб                  | %                     |
| Корінні американці        | Корінні американці        |                       | 80                    | 8.51%                 |
| Інше північноамериканське | Інше північноамериканське |                       | 380                   | 40.43%                |
| Європейське               | Європейське               |                       | 745                   | 79.26%                |
| британське                | британське                |                       | 635                   | 67.55%                |
| французьке                | французьке                |                       | 215                   | 22.87%                |
| Карибське                 | Карибське                 |                       | 10                    | 1.06%                 |

| Зайнятість населення за галузями (за класифікацією NOC): | Зайнятість населення за галузями (за класифікацією NOC): | Зайнятість населення за галузями (за класифікацією NOC): | Зайнятість населення за галузями (за класифікацією NOC): | Зайнятість населення за галузями (за класифікацією NOC): |
| -------------------------------------------------------- | -------------------------------------------------------- | -------------------------------------------------------- | -------------------------------------------------------- | -------------------------------------------------------- |
|                                                          |                                                          |                                                          |                                                          |                                                          |
| Управління                                               | Управління                                               |                                                          | 4,3%                                                     | 4,3%                                                     |
| Бізнес, фінанси та адміністрування                       | Бізнес, фінанси та адміністрування                       |                                                          | 9,8%                                                     | 9,8%                                                     |
| Природничі та прикладні науки                            | Природничі та прикладні науки                            |                                                          | 4,3%                                                     | 4,3%                                                     |
| Охорона здоров'я                                         | Охорона здоров'я                                         |                                                          | 10,9%                                                    | 10,9%                                                    |
| Освіта, правозахист, муніципальні та урядові служби      | Освіта, правозахист, муніципальні та урядові служби      |                                                          | 10,9%                                                    | 10,9%                                                    |
| Мистецтво, культура, відпочинок та спорт                 | Мистецтво, культура, відпочинок та спорт                 |                                                          | 2,2%                                                     | 2,2%                                                     |
| Роздрібна торгівля та послуги                            | Роздрібна торгівля та послуги                            |                                                          | 26,1%                                                    | 26,1%                                                    |
| Гуртова торгівля, транспорт та обладнання                | Гуртова торгівля, транспорт та обладнання                |                                                          | 23,9%                                                    | 23,9%                                                    |
| Природні ресурси, сільське господарство                  | Природні ресурси, сільське господарство                  |                                                          | 4,3%                                                     | 4,3%                                                     |
| Виробництво                                              | Виробництво                                              |                                                          | 6,5%                                                     | 6,5%                                                     |

## Клімат
Середня річна температура становить 4,6°C, середня максимальна – 23,4°C, а середня мінімальна – -17,5°C. Середня річна кількість опадів – 1 109 мм.
| Клімат поселення                              | Клімат поселення | Клімат поселення | Клімат поселення | Клімат поселення | Клімат поселення | Клімат поселення | Клімат поселення | Клімат поселення | Клімат поселення | Клімат поселення | Клімат поселення | Клімат поселення | Клімат поселення |
| Показник                                      | Січ.             | Лют.             | Бер.             | Квіт.            | Трав.            | Черв.            | Лип.             | Серп.            | Вер.             | Жовт.            | Лист.            | Груд.            |                  |
| Середній максимум, °C                         | −4,23            | −2,73            | 3,02             | 9,37             | 16,30            | 21,98            | 23,36            | 22,38            | 17,40            | 11,36            | 5,21             | −2,58            |                  |
| Середня температура, °C                       | −10,89           | −9,38            | −3,61            | 2,73             | 9,68             | 15,34            | 19,04            | 18,04            | 13,06            | 7,03             | 0,89             | −6,89            |                  |
| Середній мінімум, °C                          | −17,52           | −16,02           | −10,26           | −3,9             | 3,04             | 8,70             | 14,71            | 13,73            | 8,73             | 2,71             | −3,43            | −11,23           |                  |
| Норма опадів, мм                              | 95               | 72               | 86               | 83               | 104              | 92               | 102              | 93               | 87               | 98               | 102              | 95               |                  |
| Середньомісячна швидкість вітру, м/с          | 3.70             | 3.67             | 3.81             | 3.70             | 3.40             | 3.00             | 2.70             | 2.60             | 2.84             | 3.20             | 3.41             | 3.60             |                  |
| Середньомісячна сонячна радіація, кДж/м²·день | 5194             | 8586             | 12379            | 15388            | 18239            | 20205            | 19858            | 17439            | 12983            | 8112             | 4832             | 3917             |                  |
| --------------------------------------------- | ---------------- | ---------------- | ---------------- | ---------------- | ---------------- | ---------------- | ---------------- | ---------------- | ---------------- | ---------------- | ---------------- | ---------------- | ---------------- |
| Джерело:                                      |                  |                  |                  |                  |                  |                  |                  |                  |                  |                  |                  |                  |                  |